# 温盐深仪

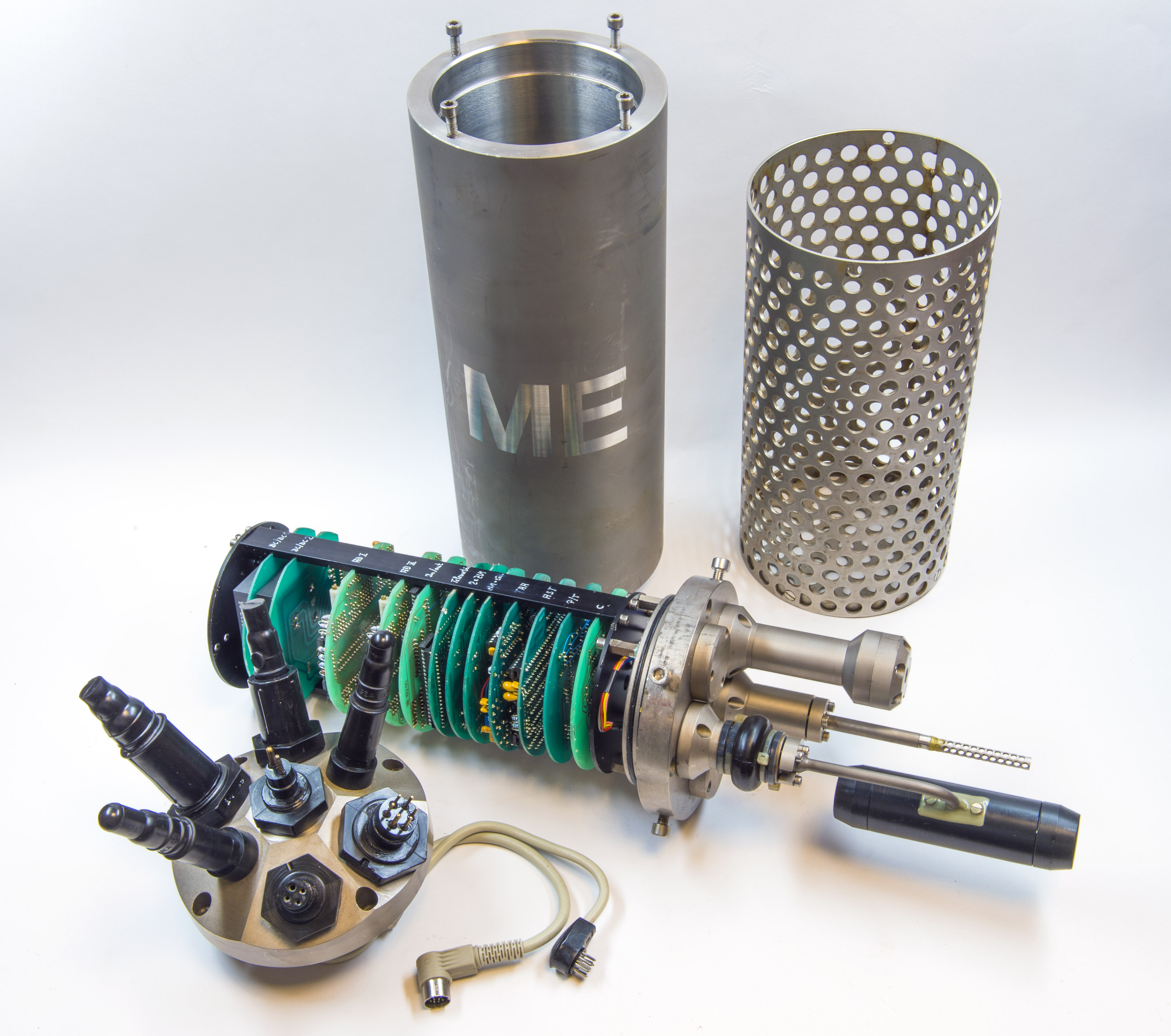
拆解后的CTD。可见耐压壳体、传感器支架、接口，以及一套电导率、温度和压力传感器。

采水瓶（灰色）和CTD（蓝色）的俯视图与主视图

温盐深仪（英語：Conductivity Temperature Depth，缩写：CTD）是一种用于测量海水的电导率、温度和压力的海洋学仪器。CTD中C代表Conductivity，电导率，这是因为电导率能用来推算出盐度（Salinity）；而D代表Depth，深度，则是因为深度是由压力计算而得的。 
CTD可集成在采水器阵列中。通过预设定采水深度，采水器能够在指定深度自动采集水样，以进行进一步的生物和化学参数分析。近年亦出现了抛弃式温盐深仪（XCTD，eXpendable CTD），一种一次性的小型CTD，由一根导线连接至终端，达到指定深度后即自动断开。
CTD也可用于校准其他传感器。

## 测定特性
CTD的实质是一套测量电导率、温度和压力的传感器集群。CTD直接测量的数据并不包括其中文名（温盐深仪）所含之盐度与深度，盐度由测得的电导率计算而得，深度则由测得的流体静压力算出。 不同的目标作业深度决定了壳体的材质，如各类金属，合成树脂等，其中钛制壳体的耐压深度可达10,000米（33,000英尺）。CTD亦可集成其他传感器，例如溶解氧传感器和叶绿素荧光传感器等。CTD的采样频率通常为24赫兹。

## 投放

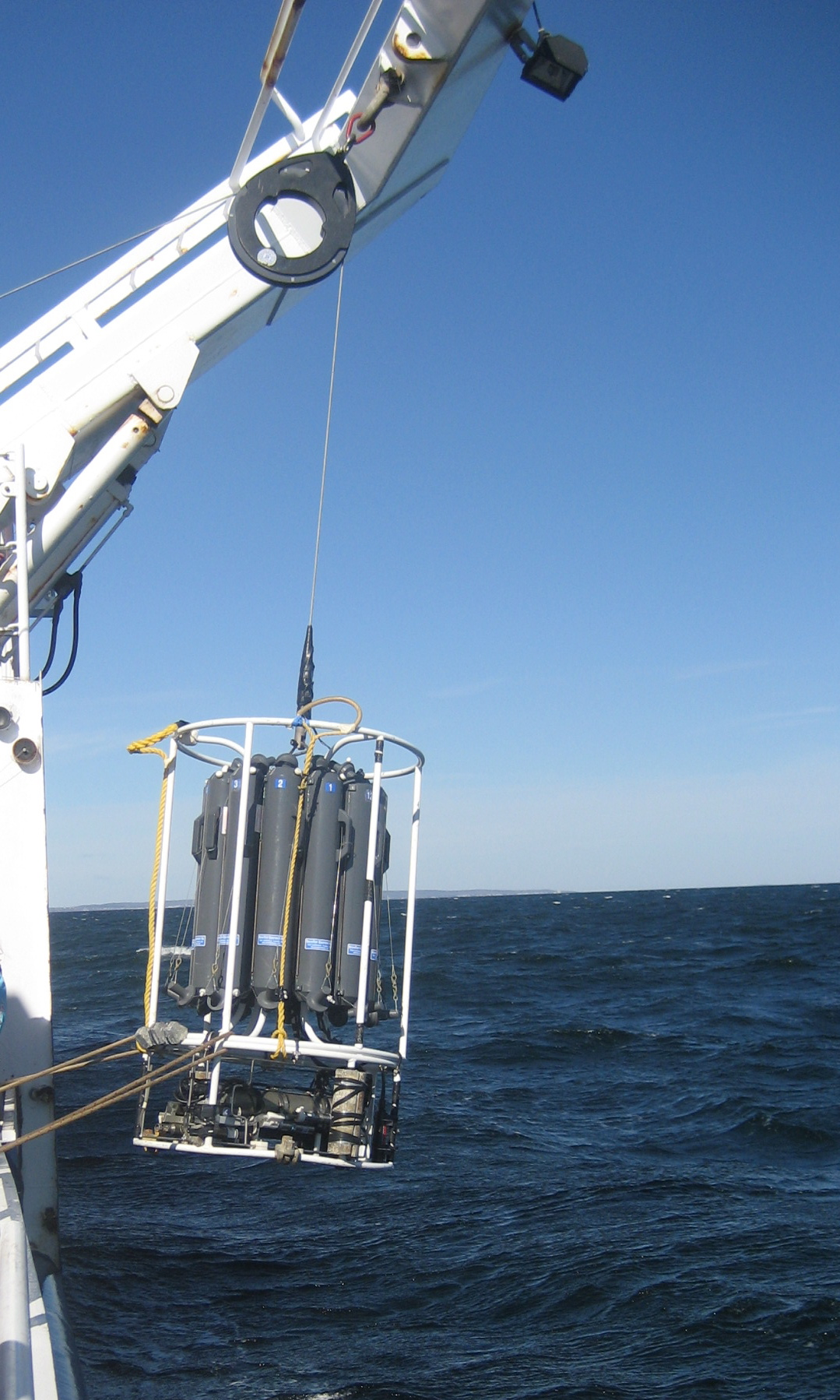
CTD的投放

CTD通常从研究船的甲板上进行投放。投放时，将CTD以约0.5米每秒的速度降至定深。直读式的CTD有导线连接，以实时传输数据并显示在用户端的电脑上；自容式的CTD则将数据暂时存储在内置的存储器中，待回收后进行读取。采水器通过加载预设的配置文件来决定其采水深度和回收深度。

## 技术发展
CTD系统是STD系统的改进版，两者皆由伍兹霍尔海洋研究所的尼尔·布朗发明。其改进是借由计算机科学学科的发展而实现的，相较而言，CTD的稳定性和成本都有极大改善。

## 优势与劣势
CTD的一大优点是其数据的高分辨率。 其不足之处，在于CTD只能在同一时刻采集一处的温、盐、深度数据；若欲获得更为丰富立体的数据，则需更多次数的投放，随之而来的即是高昂的金钱成本和时间成本。
借由CTD测得的海洋数据，可研究物理海洋学参数间的相关性。另外，CTD亦对海洋生物的分布和多样性研究有帮助，对海洋生物学的研究有巨大贡献。

## 延伸閱讀
- Baker D. J. 1981 "Ocean instruments and experiment design" Chapter 14 pp 416–418, available at http://ocw.mit.edu/resources/res-12-000-evolution-of-physical-oceanography-spring-2007/part-3/wunsch_chapter14.pdf （页面存档备份，存于）
- Pickard George L.  and William J. Emery "Descriptive Physical Oceanography, An introduction" 5th ed., Butterworth-Heineman (Elsevier Science): 1990